# Roberto Mieres
Roberto Casimiro Mieres (Mar del Plata, 1924. december 3. – 2012. január 26.) argentin autóversenyző, olimpikon. 1953 és 1955 közt összesen tizenhét bajnoki futamon állhatott rajthoz, az első hármat a Gordini színeiben, a többit pedig Maseratival teljesítette. 87 éves korában, 2012. január 26-án, Uruguayban érte a halál.

## Pályafutása

### Fiatalkora
Jómódú családból származott, mindenfajta sportot szeretett. Édesapja a tízes években autókkal versenyzett, és Roberto is kipróbálta magát autóversenyzőként. Miután hazája sportautó-bajnoka lett, az argentin kormány autóversenyzőket támogató programja segítségével Európába ment versenyezni, ahol eleinte sportautófutamokon jeleskedett.

### A Formula–1-ben
A francia Gordini csapatban, a sérült Jean Behra helyére beugorva a Zandvoortban rendezett 1953-as Holland Nagydíjon bemutatkozott a Formula–1-es világbajnokság mezőnyében. A sebességváltó hibája miatt feladni kényszerült a viadalt, mint ahogy a következő, Francia Nagydíjat is. Harmadik versenyén, az Olasz GP-n Monzában viszont célba ért, ráadásul a hatodik helyen.
A következő évben vásárolt egy korábbi Maserati A6GCM-et, és azzal folytatta a versenyzést. Legemlékezetesebb pillanata a Spában rendezett Belga Nagydíjra esett, amikor kigyulladt alatta az autó. A  Brit Nagydíjon éppen hogy lemaradt a pontszerzésről, mégis világrekordot ért el a Formula–1-ben, 26 helyet javított pozícióján. A Brit Nagydíjon szerzett hatodik hely után immár a Maserati gyári csapatában versenyezhetett tovább, két negyedik hellyel meghálálva a bizalmat. 1955-ben is maradt az olasz istállónál, két ötödik és egy negyedik helyet szerezve, amely a világbajnoki tabella nyolcadik helyéhez volt elegendő. Az 1955-ös Holland Nagydíjon a leggyorsabb kört is megfutotta. 20 világbajnokságon kívüli futam teljesítése után elhagyta a Formula–1-et, és hosszútávú sportautó-versenyek eredményes résztvevőjeként folytatta pályafutását 1960-ig. Közben részt vett két Le Mans-i 24 órás autóversenyen is.

### Olimpikonként
1960-ban figyelme régi szerelme, a vitorlázás felé fordult, és hazája színeiben Rómában, az Olimpiai Játékokon versenyzőként el is indult. Vitorlázóként indult, s a csillaghajók versenyében a 17. helyet szerezte meg.

## Eredményei

### Teljes Formula–1-es eredménysorozata
(Táblázat értelmezése)

(Félkövér: pole-pozícióból indult; dőlt: leggyorsabb kört futott) 

| Év   | Csapat                    | 1      | 2      | 3      | 4      | 5      | 6      | 7     | 8      | 9     | Helyezés | Pontok |
| ---- | ------------------------- | ------ | ------ | ------ | ------ | ------ | ------ | ----- | ------ | ----- | -------- | ------ |
| 1953 | Équipe Gordini            | ARG    | 500    | NED Ki | BEL    | FRA Ki | GBR    | GER   | SUI    | ITA 6 | NC       | 0      |
| 1954 | Roberto Mieres            | ARG Ki | 500    | BEL Ki | FRA Ki | GBR 6  | GER Ki |       |        |       | 11.      | 6      |
| 1954 | Officine Alfieri Maserati |        |        |        |        |        |        | SUI 4 | ITA Ki | ESP 4 | 11.      | 6      |
| 1955 | Officine Alfieri Maserati | ARG 5  | MON Ki | 500    | BEL 5* | NED 4  | GBR Ki | ITA 7 |        |       | 8.       | 7      |

* Jean Behra-val megosztva.

### Le Mans-i 24 órás autóverseny
| Év   | Csapat                    | Autó          | Csapattárs     | Helyezés      |
| ---- | ------------------------- | ------------- | -------------- | ------------- |
| 1953 | Automobiles Gordini       | Gordini T15S  | Jean Behra     | nem ért célba |
| 1955 | Officine Alfieri Maserati | Maserati 300S | Cesare Perdisa | nem ért célba |

## Külső hivatkozások
- Pályafutása